# Skinamarink
Skinamarink ist ein kanadischer Indie-Horrorfilm des Filmemachers Kyle Edward Ball aus dem Jahr 2022. Der in einer visuellen Ästhetik der 1970er-Jahre inszenierte Experimentalfilm ohne musikalische Begleitung handelt von zwei Kleinkindern, die eines Nachts in ihrem Zuhause erwachen und ihren Vater nicht finden können, während eine böse Präsenz in der Dunkelheit zu lauern scheint.
Regisseur Kyle Edward Ball verfilmte zuvor von Zuschauern eingereichte Albträume auf seinem YouTube-Kanal „Bitesized Nightmares“ und inszenierte im Jahr 2020 den Kurzfilm Heck als Proof of Concept. Mit einem durch Crowdfunding finanzierten Budget in Höhe von rund 15.000 US-Dollar drehte er Skinamarink in seinem eigenen Elternhaus in Edmonton innerhalb von einer Woche.
Die Weltpremiere erfolgte im Juli 2022 auf dem FanTasia Film Festival, bevor Skinamarink im Herbst 2022 ins Internet geleakt wurde und ein viraler Hype entstand. Am 13. Januar 2023 erfolgte der US-amerikanischen Kinostart, ehe der Film im Folgemonat auch ins Programm des Streamingdienstes Shudder aufgenommen wurde und am 7. September 2023 in den deutschen Kinos erschien.
Nach der Veröffentlichung war Skinamarink aufgrund seines Mikrobudgets mit Einnahmen von über 2 Millionen US-Dollar ein finanzieller Erfolg an den Kinokassen. Von Kritikern wurde der Film überwiegend positiv aufgenommen und insbesondere für seinen experimentellen Charakter gelobt, während sich die Publikumsreaktionen zwischen Extremen wie „absolut langweilig“ und „zutiefst beängstigend“ bewegten.
Skinamarink wurde mit Genreklassikern wie Blair Witch Project, Poltergeist oder Paranormal Activity verglichen. Die undurchsichtige Handlung rief dabei vielerlei Interpretationen hervor, wobei kindliche Urängste vor dem Verlassenwerden und der Dunkelheit allgemein als zentrale Themen ausgemacht wurden. Vereinzelt wurde das mysteriöse Monster auch als Metapher für einen übergriffigen Elternteil gesehen.

## Handlung
Im Jahr 1995 lebt der vierjährige Kevin gemeinsam mit der um wenige Jahre älteren Schwester Kaylee und seinem Vater in einem mehrstöckigen Haus. Der Vater erzählt in einem Telefonat davon, wie Kevin während des Schlafwandelns die Treppe heruntergefallen sei, sich aber nicht ernsthaft verletzt hätte. Als die beiden Kinder eines Nachts aufwachen, stellen sie fest, dass ihr Vater verschwunden ist und dass die Fenster, Türen und anderen Gegenstände in ihrem Haus nach und nach verschwinden. Da Kontaktversuche zur Außenwelt fehlschlagen, wollen beide auf die Rückkehr ihres Vaters warten. Sie beziehen das Wohnzimmer im Erdgeschoss und wollen vor dem Fernseher mit Cartoons einschlafen.
Mehrere Objekte beginnen, sich merkwürdig zu verhalten. So hängen ein Stuhl und eine Puppe an der Decke, die Toilette ist verschwunden und seltsame Geräusche kommen aus dem Obergeschoss. Während Kevin schläft, hört Kaylee eine Stimme, die sie dazu auffordert, nach oben zu gehen. Sie folgt den Anweisungen und trifft im elterlichen Schlafzimmer scheinbar auf ihren Vater, der möchte, dass sie unter dem Bett nachschaut. Auch ihre Mutter erscheint und spricht von einer anwesenden Präsenz, ehe sie von Kaylee fordert, die Augen zu schließen.
Als Kevin erwacht, hört auch er die Stimme, die ihn in den Keller leitet. Dort trifft er auf seine Schwester, der die Stimme die Augen und den Mund genommen hat, weil sie den Anweisungen nicht folgte. Kevin ist verängstigt, doch die Stimme flüstert ihm zu, dass sie nur spielen wolle und er schlafen gehen könne. Als die Stimme wenig später von ihm fordert, sich mit einem Messer ins Auge zu stechen, folgt Kevin den Anweisungen. Verletzt ruft der Vierjährige den Notruf und schildert seine Situation. Als sich das Telefon in ein Spielzeug verwandelt, erkennt Kevin, dass er die ganze Zeit mit der Stimme geredet hat. Die mysteriöse Präsenz erklärt, dass sie alles tun könne, und lotst den Jungen ins Obergeschoss, wo sich „unten“ und „oben“ vertauscht zu haben scheinen.
Eine Einblendung mit „572 Tage“ erscheint, während sich die Cartoons im Fernsehen immer wiederholen und auf den Familienfotos die Gesichter der Personen verschwinden. Als Kevin in der Dunkelheit ein Gesicht erkennt und nach dem Namen der Stimme fragt, antwortet die Präsenz, dass er nun schlafen gehen könne.

## Produktion

### Entstehung
Beim experimentellen Horrorfilm Skinamarink handelt es sich um das Regiedebüt des kanadischen Filmemachers Kyle Edward Ball, der auch für das Drehbuch verantwortlich war und als Produzent fungierte. Ball verfilmte zuvor auf seinem YouTube-Kanal „Bitesized Nightmares“ von Zuschauern eingereichte Albträume, wobei Skinamarink aus der verbreiteten Horrorvorstellung entstand, als Kind nachts aufzuwachen und allein einer Bedrohung ausgesetzt zu sein. Als Proof of Concept setzte Ball im Jahr 2020 zunächst den 30-minütigen Kurzfilm Heck um. Für die Arbeit am in einigen Aspekten leicht abgeänderten Spielfilm Skinamarink unterbrach er im Anschluss seinen regulären Job in einem Kamerageschäft in Edmonton.
Der Titel bezieht sich auf einen Kinderreim aus dem Broadway-Musical The Echo (1910), dessen Texte größtenteils nichtsaussagend sind. Zunächst nur als Arbeitstitel eingeplant, erwies sich „Skinamarink“ im Laufe der Produktion allerdings als passend und wurde beibehalten. Als Vorlage für die beiden kindlichen Protagonisten dienten Ball selbst und seine Schwester. Weitere kreative Inspirationsquellen waren experimentelle Filmemacher wie Chantal Akerman, Stan Brakhage oder Maya Deren, aber auch Mainstream-Vertreter wie David Lynch oder Stanley Kubrick.

### Dreharbeiten
Da Skinamarink keine staatliche Filmförderung erhielt, war die Produktion finanziell extrem limitiert. Regisseur Kyle Edward Ball konnte per Crowdfunding ein Budget in Höhe von rund 15.000 US-Dollar auftreiben und Filmequipment von der Film and Video Arts Society of Alberta ausleihen, einer gemeinnützigen Organisation zur Unterstützung unabhängiger Filmemacher. Um die Kosten dennoch niedrig zu halten, erfolgten die siebentägigen Filmaufnahmen mit Kameramann Jamie McRae im August 2021 in Balls eigenem Elternhaus in Edmonton. Obwohl der Film mit einer Digitalkamera von Sony gedreht wurde, sollte Skinamarink eine 1970er-Jahre-Ästhetik haben. Dafür minimierte Ball die Anzahl bewegter Aufnahmen, verzichtete auf externe Lichtquellen und verwendete keine wackelfreien Steadicams in POV-Einstellungen. Vermeintlich mit Nachtsichtkameras gedrehte Aufnahmen entstanden tatsächlich unter schwacher Beleuchtung mit einem Blaulichtfilter, wobei die verwendete Kamera eine Lichtempfindlichkeit mit ISO-Werten zwischen 51.000 und 102.000 hatte. Als visuelle Vorlage dienten Ball Werke wie der Kurzfilm Wavelength (1967) von Regisseur Michael Snow, die Schlussszene aus Solaris (1972) und der Horrorfilm Jessy – Die Treppe in den Tod (1974).
Zu den mitwirkenden Darstellern zählten Jaime Hill, Ross Paul, dessen Sohn Lucas Paul und Balls Patentochter Dali Rose Tetreault. Ihre Dialoge wurden dabei nicht direkt am Filmset aufgenommen, sondern erst später mittels ADR hinzugefügt. Dieses Vorgehen erleichterte die Arbeit mit den beiden Kinderdarstellern am Set und verkürzte so auch die Drehzeit. Für den Filmschnitt benötigte Ball eine Zeitspanne von vier Monaten, da er auf seinem privaten Laptop jede Szene einzeln auf alt trimmen musste. Die künstlich schlechte Bildqualität verzieh dabei visuelle Effekte, in denen sich der Filmemacher zum Teil selbst aus dem Bild photoshoppte. Beim Sounddesign griff Ball unter anderem auf archivierte Tonaufnahmen der 1940er bis 1960er Jahre zurück. Dem Regieassistenten Joshua Bookhalter, der während der Postproduktion verstarb, wurde Skinamarink postum gewidmet.

### Veröffentlichung
Die Weltpremiere erfolgte am 25. Juli 2022 auf dem FanTasia Film Festival in Montreal, wo der Film überwiegend positiv aufgenommen wurde. Trotzdem zeigte kein kanadisches Filmstudio Interesse an Skinamarink, ehe sich der Filmverleih IFC Films die US-amerikanischen Vertriebsrechte sicherte. Im Anschluss erfolgten Vorführungen auf fünf weiteren Genrefestivals, bei denen Skinamarink zum Teil auch digital zur Verfügung gestellt wurde. Dabei wurde eine Raubkopie des Films ins Internet geleakt, mit dessen Verbreitung ein viraler Hype um den unkonventionellen Experimentalfilm entstand, der zahlreiche Reaktionen auf Online-Plattformen wie Reddit, Letterboxd oder TikTok nach sich zog.
Als unmittelbare Folge des Leaks musste der für Halloween 2023 anvisierte Kinostart auf den 13. Januar 2023 vorgezogen werden. Zunächst erhielt Skinamarink dabei nur eine limitierte Veröffentlichung in 692 US-Kinos, ehe diese Zahl bereits am zweiten Wochenende aufgrund der großen Nachfrage auf über 800 erhöht wurde. Auch in Kanada wurde Skinamarink nicht nur in Indie-Kinos vorgeführt, sondern ebenso ins Programm großer Kinoketten wie Cineplex aufgenommen. Ein Kinostart in Deutschland erfolgte am 7. September 2023 durch Capelight.
Am 2. Februar 2023 wurde Skinamarink exklusiv ins Programm des zu AMC gehörenden Streamingdienstes Shudder aufgenommen. Eine Veröffentlichung auf DVD und Blu-ray erfolgte in den Vereinigten Staaten am 20. Juni 2023, ehe der Film ab dem 15. Juli auch in einer limitierten VHS-Version erhältlich war. Der deutsche Heimkinostart erfolgte am 13. Oktober 2023.

## Synchronisation
Die deutschsprachige Synchronisation entstand nach einem Dialogbuch und unter der Dialogregie von Ulrich Johannson bei Think Global Media.
| Rolle  | Darsteller          | Synchronsprecher    |
| ------ | ------------------- | ------------------- |
| Kevin  | Lucas Paul          | Joel Vinet          |
| Kaylee | Dali Rose Tetreault | Harley Rose Münzner |
| Vater  | Ross Paul           | Timo Weisschnur     |
| Mutter | Jaime Hill          | Isabella Vinet      |
| Stimme | Kyle Edward Ball    | Tino Kießling       |

## Filmanalyse

### Genre und Tonalität
Skinamarink wird dem Filmgenre des experimentellen Analog-Horrorfilms zugeordnet, der sich mehr auf die Atmosphäre und das Sounddesign als auf eine dichte Erzählung konzentriert und so mit den Genrekonventionen und Regeln des Filmemachens bricht. Vereinzelt wurde der Film daher auch als Pastiche und „postnarratives Genreexperiment“ bezeichnet, bei dem der Zuschauer dazu gezwungen wird, die Art des Sehens zu hinterfragen. In inszenatorischer Hinsicht folgten Vergleiche mit Genreklassikern wie Blair Witch Project, Poltergeist und Paranormal Activity, bei denen atmosphärischer Horror mit gruseligem Found Footage und der Lo-Fi-Ästhetik von David Lynch vermischt wird.
Bei Skinamarink handelt es sich nicht um ein „ausgefeiltes Erzählabenteuer“, sondern als immersive Slow-burn-Geschichte um ein Gegenstück zur immer kurzweiligeren Social-Media-Welt. Der Zuschauer muss dabei das langsame Erzähltempo und die Trägheit akzeptieren, da der um sensorische und atmosphärische Trick herum konzipierte Schrecken mehr auf dem eigenen Empfinden und weniger auf der expliziten Darstellung eines gruseligen Monsters beruht. Dieser gewollte Minimalismus führt zu einer filmischen Erinnerung an die kindlichen Urängste und macht Skinamarink eher beängstigend als gruselig. Dadurch wird der Film dem „gehobenen Horror“ zugeordnet und in eine Reihe mit Vertretern wie The Witch, Midsommar und Get Out gestellt. Die innovative und sich gleichzeitig auf die Grundelemente des Kinos fokussierende Art wurde zum Teil aber auch als schleppend empfunden.

### Audiovisueller Stil
Der über die gesamte Laufzeit zumeist dunkle Film setzt auf unkonventionelle Blickwinkel und Kameraperspektiven, durch die der Schrecken nur außerhalb des Bildes suggeriert wird. Die kontrollierte Diskretion soll den Zuschauer so dazu bringen, dem Verlangen nach sensationellem Nervenkitzel zu widerstehen. Die Aufnahmen sind dabei statisch, oft inhaltslos und kompositorisch im Ungleichgewicht, wobei durch niedrige Blickwinkel auf Wände, Decken, Schatten und andere Oberflächen ein Gefühl von Kleinheit, Verletzlichkeit und Verwirrung entsteht. Gleichzeitig erwecken intimen Blickwinkel einen Eindruck der Vertrautheit beim Zuschauer, durch die sich eine Verletzung des Raumes fast schon persönlich anfühlt. Die beiden Protagonisten sind hingegen nur spärlich auf dem Bildschirm zu sehen und werden nie mit ihren Gesichtern gezeigt. So erscheint es, als würde man sich eine Videoüberwachung des Hauses ansehen, bei der dem Zuschauer eine Perspektive aufgezwungen wird. Auch das Konzept von „oben“ und „unten“ wird im weiteren Verlauf des Films aufgelöst und führt zu einer Orientierungslosigkeit.
Eine hohe Körnung samt starker Sättigung imitieren visuell das Exploitationkino der 1970er Jahre und verleihen Skinamarink eine Ästhetik verstaubter Familienbilder. Der Film wird so als unverkennbares Erzeugnis aus der Vergangenheit dargestellt und wirkt wie ein verfluchtes Objekt, auf das man spät nachts im Internet stoßen könnte und das man nicht sehen sollte. Durch die schwache Beleuchtung, die zumeist nur aus dem Fernsehbild besteht und auf weitere Lichtquellen verzichtet, erscheinen normale Ereignisse wie das Telefonklingeln zeitgleich unheimlich.
Skinamarink verzichtet außer durch Cartoons auf eine musikalische Untermalung und setzt stattdessen auf einen größtenteils aus dissoziierten Stimmen bestehenden Soundtrack, der eine erstaunlich emotionale Reaktion beim Zuschauer hervorruft. Der mit einem konstanten Knacken versehene Ton erzählt dabei die gesamte Geschichte und bietet einen „hypnotischen Trost mit beunruhigenden Untertönen paranormaler Unruhe“. Geräusche deuten dabei stets auf etwas außerhalb des Bildschirmes hin und auch Dialoge werden nie direkt gezeigt, sondern mittels ADR oder Untertiteln nachträglich hinzugefügt. Die Tonspur fühlt sich so nicht ganz richtig an und verleiht dem Film etwas zusätzlich Unheimliches.

### Themen und Interpretation
Die abstrakte Erzählweise von Skinamarink, bei der jeder Moment unabhängig ist und keiner übergeordneten Thematik folgt, wurde von Regisseur Kyle Edward Ball bewusst offen inszeniert, sodass der Zuschauer die Geschichte selbst erfassen und interpretieren kann. Übereinstimmend wird die Thematisierung von Kindheitsängsten ausgemacht, wobei zentrale Aspekte das Verlassenwerden, Missbrauch, ein Sicherheitsverlust und die Hoffnungslosigkeit sind. Diese gruseligen Ideen der Kindheit werden zu einer „klaustrophobischen Halluzination“ verbunden.
Ein wiederkehrendes Motiv ist das eigene Zuhause als Feindbild. Der Handlungsort erwacht dabei durch eine mysteriöse Energie zum Leben, wobei ein herkömmlicher Raum zu etwas Fremdem und Verstörendem wird. Skinamarink bedient so die kindliche Urangst, dass nichts gruseliger als das eigene Zuhause bei Nacht ist und die eigentlich vertraute Umgebung ungewohnt und unheilvoll erscheint. Die Wirkung entsteht dabei auch durch die Gefangenschaft in der analogen Welt, bei der es keine Bildschirme, Lichtquellen oder Kommunikationsmöglichkeiten nach außen gibt. Der stets laufende Fernseher spendet zugleich zwar Trost, steht sinnbildlich aber auch für die Einsamkeit als Kind. Die verschwundenen Objekte verkörpern hingegen einen Kontrollverlust, der sich auch in einer Verschmelzung von Raum und Zeit niederschlägt.
Als eine mögliche Interpretation wurde die mysteriöse Stimme als Metapher für übergriffige Eltern ausgemacht, die Kindern Schaden zufügen, sollten sie ihren Anweisungen nicht folgen. Um sich von der Realität abzulenken, spielen Kevin und Kaylee daher miteinander und schauen fern, obwohl sie einer unmittelbaren häuslichen Bedrohung ausgesetzt sind. Das eigene Zuhause ist dabei kein sicherer Ort und ihnen vollkommen fremd, hält sie aber auch in der Situation gefangen. Ein erfolgloser Notruf verdeutlicht sinnbildlich, wie Missbrauchsopfer sich selbst überlassen werden.
Eine andere populäre Interpretation besagt, dass sich Kevin den gesamten Film über im Koma befindet und die Ereignisse aus Skinamarink nur als Albtraum einbildet. Anhaltspunkte dafür sind eine Telefonat zu Beginn, in denen der Vater erwähnt, dass Kevin von der Treppe gefallen sei und sich den Kopf angeschlagen habe, und die Einblendung „572 Tage“ am Ende, die für den Zeitraum des Zustandes stehen könnte. Das verschwundene Gesicht von Kaylee kann so damit erklärt werden, dass Kevin mit der Zeit im Koma seine Erinnerungen an seine Schwester verliert. Eine Aussage der mysteriösen Stimme am Ende, dass Kevin nun schlafen gehen könne, kann metaphorisch für seinen Tod oder die Ausweglosigkeit seiner Situation verstanden werden.

## Rezeption

### Altersfreigabe
Die deutsche FSK vergab eine Freigabe ab 16 Jahren. In der Freigabebegründung heißt es, der insgesamt ruhig inszenierte Film habe eine unheimliche und bedrohliche Grundstimmung, die auch akustisch untermalt werde. Skinamarink enthalte dabei mehrere Schreckmomente, verzichte aber auf visuelle Gewalt- und Bedrohungsdarstellungen. Eine Selbstverletzung und Leiden würden nur außerhalb des Bildes stattfinden. Jugendliche ab 16 Jahren könnten die Atmosphäre verkraften und die Geschehnisse als Elemente einer realitätsfernen Gruselgeschichte verarbeiten.

### Kritiken
Skinamarink konnte 72 % der 133 bei Rotten Tomatoes gelisteten Kritiker überzeugen und erhielt dabei eine durchschnittliche Bewertung von 6,3 von 10 Punkten. Als zusammenfassendes Fazit zieht die Seite, der Film könne eher verwirrend als beängstigend sein, doch Zuschauer, die sich auf die einzigartige Wellenlänge von Skinamarink einstellen könnten, werde der beunruhigende Film schwer erschüttern. Bei Metacritic erhielt Skinamarink basierend auf 25 Kritiken einen Metascore von 66 von 100 möglichen Punkten.
Als im positiven Sinne „erschreckend“ wird Skinamarink von Owen Gleiberman in seiner Kritik für Variety beschrieben. Der Film sei zwar anspruchsvoll, aber auch visionär und eines der wenigen Werke, die den wahren Schrecken einer gottverlassenen Nacht hervorrufen könnten. Regisseur Kyle Edward Ball zeige sich dabei als Kenner des Underground-Horrors, arbeite innerhalb des Subgenres aber mit seiner eigenen Schrulligkeit. Skinamarink könne den Zuschauer so nicht nur verängstigen, sondern ihn auch wirklich an das Gezeigte glauben lassen.
Auch David Ehrlich von IndieWire bezeichnet Skinamarink als „zutiefst beunruhigend“. Der Film beweise dem kaum noch auf Neues setzenden Horrorgenre dabei, wie trotz einer gewöhnlichen Prämisse ein wirklich innovatives Werk erschaffen werden könne, da zumeist nicht das „Was“, sondern nur das „Wie“ ausschlaggebend sei. Ein gewisses Maß an Langweile komme dem Film dabei zugute, da sich der Zuschauer in Sicherheit wähne und Regisseur Kyle Edward Ball so dem Publikum ein paar heimtückische Stöße versetzten könne. Für eine grundlegende Revolution des Genres werde es für Skinamarink aber vermutlich trotzdem nicht reichen, da sich das Szenario insgesamt zu konstruiert anfühle, als dass man mit den Hauptfiguren wirklich mitfiebern könne.
Deutlich kritischere Worte findet Cath Clarke vom Guardian, für die Skinamarik zweifellos eine beeindruckende technische Leistung sei, atmosphärisch überzeuge und durchaus etwas Unheimliches habe, aber insgesamt zu repetitiv wirke. So reiche die Grundidee maximal für einen zehnminütigen Kurzfilm, wodurch der Erzählung zum Ende hin die Luft ausgehe und der Zuschauer mehr gelangweilt als wirklich verängstigt zurückgelassen werde. Allemal habe Skinamarink dabei aber seinen neugewonnenen Kultstatus unter Genrefans im Internet nicht verdient.
Auch Thomas Groh vom Kulturmagazin Perlentaucher attestiert Skinamarink, mit seiner 100-minütigen Laufzeit gegen die erste Regel des Kinos zu verstoßen, das Publikum nicht zu langweilen. Das zugrundeliegende Konzept sei zwar interessant und mag auf dem Papier gut ausgesehen haben, doch der Film zerfalle beim Schauen in seine konzeptionellen Einzelteile. Die Retro-Ästhetik wirke paradox, ungelenk und künstlerisch uninspiriert, während die Patinierung mit dem grotesk übertriebenen Filmkornrauschen günstig und künstlich aussehe. Für Groh sollte sich Skinamarink so als Kunstwerk nicht damit zufriedengeben, dass die Lektüre der akademischen Kommentare anregender und interessanter als der Film selbst sei.
Enttäuscht zeigt sich gleichermaßen Richard Brody vom New Yorker, der Skinamarink atemberaubende Bilder, aber nur wenig Inhalt bescheinigt. Der Film wirke dabei trotz seiner auffallenden Originalität unvollendet, da Regisseur Kyle Edward Ball offenbar in den Konventionen und Grenzen des Genres beschränkt wurde. So beweise er eine ausgeprägte Sensibilität für die Erfahrungen des Horrors, bette diese aber in eine Geschichte ein, für die er sich kaum zu interessieren scheine. Das Ergebnis sei ein Film, in dem fantasievolle Momente nur verstreut seien, der in seiner Darstellung des Schreckens zu vage bleibe und dessen Visualität keine tiefere Bedeutung habe. Für Brody sei daher die Entstehungsgeschichte fast schon interessanter als Skinamarink selbst.
Skinamarink wurde unter anderem bei Variety, IndieWire und dem Rolling Stone auf Ranglisten der besten Horrorfilme des Jahres 2023 geführt.

### Publikumserfolg
Bereits am Startwochenende konnte Skinamarink in den Vereinigten Staaten mit 890.000 US-Dollar ein Vielfaches seines Produktionsbudgets in Höhe von rund 15.000 US-Dollar einspielen. Insgesamt belaufen sich die weltweiten Einnahmen aus Kinovorführungen auf 2,12 Millionen US-Dollar, womit der Film als finanzieller Erfolg gilt. Mehrfach wurde Skinamarink dabei als „ein weiterer Sieg des Indie-Horrorkinos“ bezeichnet und mit dem finanziellen Erfolg von Terrifier 2 aus dem Vorjahr verglichen. Für Thomas Groh vom Perlentaucher stelle der Gewinn des Films dabei einmal mehr unter Beweis, dass Horrorproduktionen zumindest in den Vereinigten Staaten die sicherste Bank für Filminvestitionen sind.
Die Reaktionen des Publikums waren gespalten und polarisierten in Extreme. Während Befürworter die innovative Art lobten, wie der Film aus minimalistischen Elementen ein Gefühl des Schreckens erzeuge, das auch noch lange nach dem Kinobesuch präsent sei, bezeichneten Kritiker Skinamarink als zäh und langweilig. Eine wissenschaftliche Untersuchung des Science of Scare Projects, bei der die Herzfrequenz von 250 Testpersonen während der Vorführung von Horrorfilmen gemessen wurde, kam im Herbst 2023 zu dem Ergebnis, dass Skinamarink den dritten Platz der gruseligsten Filme aller Zeiten belegt.

### Auszeichnungen
Chicago Film Critics Association Awards 2023
- Nominierung als Vielversprechendster Filmemacher (Kyle Edward Ball)

St. Louis Film Critics Association Awards 2023
- Runner-up als Bester Horrorfilm[44]

Tohorror Fantastic Film Fest 2022
- Auszeichnung mit dem „Anna Mondelli Award“ als Bester Film[45]